# Dramino
Dramino [draˈminɔ] (German Drammin) là một ngôi làng thuộc khu hành chính của Gmina Wolin, thuộc quận Kamień, West Pomeranian Voivodeship, ở phía tây bắc Ba Lan. Nó nằm khoảng 6 kilômét (4 mi) phía đông bắc của Wolin, 14 km (9 mi) phía tây nam Kamie Kam Pomorski và 51 km (32 mi) phía bắc thủ đô khu vực Szczecin.